# Franciszek Wład
Franciszek Sewerin Wład, poljski general, * 1888, † 1939.